# 九鹭非香
九鹭非香（1992年8月27日—），原名洪婉玲，重庆人，中国女作家、编剧，中国作家协会会员。作品以仙侠、奇幻题材为主。其所著的多部网络文学作品被改编成了电视剧，包括《招摇》、《与君初相识·恰似故人归》、《苍兰诀》等。
其笔名“九鹭非香”来自游戏《古剑奇谭》中的一种名为“九鹭香”的神药。于2011年-2017年在晋江文学城发表作品，2017年后转往网易云阅读平台发表作品。2021年入选中国作家协会会员。目前是恆星引力的簽約作家/編劇。

## 小说作品
| 系列       | 書名                 | 備註                        |
| 長篇系列   | 《招搖》             |                             |
| 長篇系列   | 《護心》             |                             |
| 長篇系列   | 《與鳳行》           | 原名《本王在此》            |
| 長篇系列   | 《你在遙遠星空中》   | 原名《九爺別這樣》          |
| 長篇系列   | 《幾回魂夢》         |                             |
| 長篇系列   | 《姑娘威武》         |                             |
| 長篇系列   | 《司命》             |                             |
| 長篇系列   | 《百界歌》           | 原名《百鬼集》              |
| 長篇系列   | 《祥雲朵朵當空飄》   | 原名《一時衝動，七世不祥》  |
| 長篇系列   | 《同體》             |                             |
| 長篇系列   | 《以胖為美》         |                             |
| 長篇系列   | 《蒼蘭訣》           | 原名《魔尊》                |
| 長篇系列   | 《馭鮫記》           | 原名《馭妖》/《馴妖》       |
| 中篇系列   | 《三嫁未晚》         | 原名《三生，忘川無殤》      |
| 短篇系列   | 《桃妖》             | 收錄於《百界歌》            |
| 短篇系列   | 《梓琴》             |                             |
| 短篇系列   | 《桑歌》             |                             |
| 短篇系列   | 《忍冬》             |                             |
| 短篇系列   | 《陳先生與程太太》   |                             |
| 短篇系列   | 《挖墳》             |                             |
| 短篇系列   | 《十年不遠》         |                             |
| 短篇系列   | 《傾世》             |                             |
| 短篇系列   | 《雪草》             |                             |
| 短篇系列   | 《天曉》             |                             |
| 短篇系列   | 《往生醉·十方鏡》    | 該短篇發表在《天使.COM》05B |
| 短篇系列   | 《往生醉·山神劫》    | 該短篇發表在《天使.COM》06B |
| 短篇系列   | 《往生醉·七曜石》    | 該短篇發表在《天使.COM》07B |
| 短篇系列   | 《蘇綰的暗戀》       |                             |
| 評論文章列 | 《菜鳥黑客生存法則》 |                             |

## 編劇 / 影視化作品
| 播出年份 | 影視作品              | 劇集主演         | 擔任角色 | 備註                   |
| 2019年   | 招摇                  | 白鹿、許凱       | 联合编剧 | 原著《招搖》           |
| 2022年   | 与君初相识·恰似故人归 | 迪麗熱巴、任嘉倫 | 原著作者 | 原著《驭鲛记》         |
| 2022年   | 蒼蘭訣                | 虞書欣、王鶴棣   | 原著作者 | 原著《苍兰诀》         |
| 2023年   | 護心                  | 侯明昊、周也     | 联合编剧 | 原著《護心》           |
| 2023年   | 七时吉祥              | 杨超越、丁禹兮   | 原著作者 | 原著《祥雲朵朵當空飄》 |
| 2024年   | 與鳳行                | 趙麗穎、林更新   | 獨立编剧 | 原著《與鳳行》         |